# Français du Japon

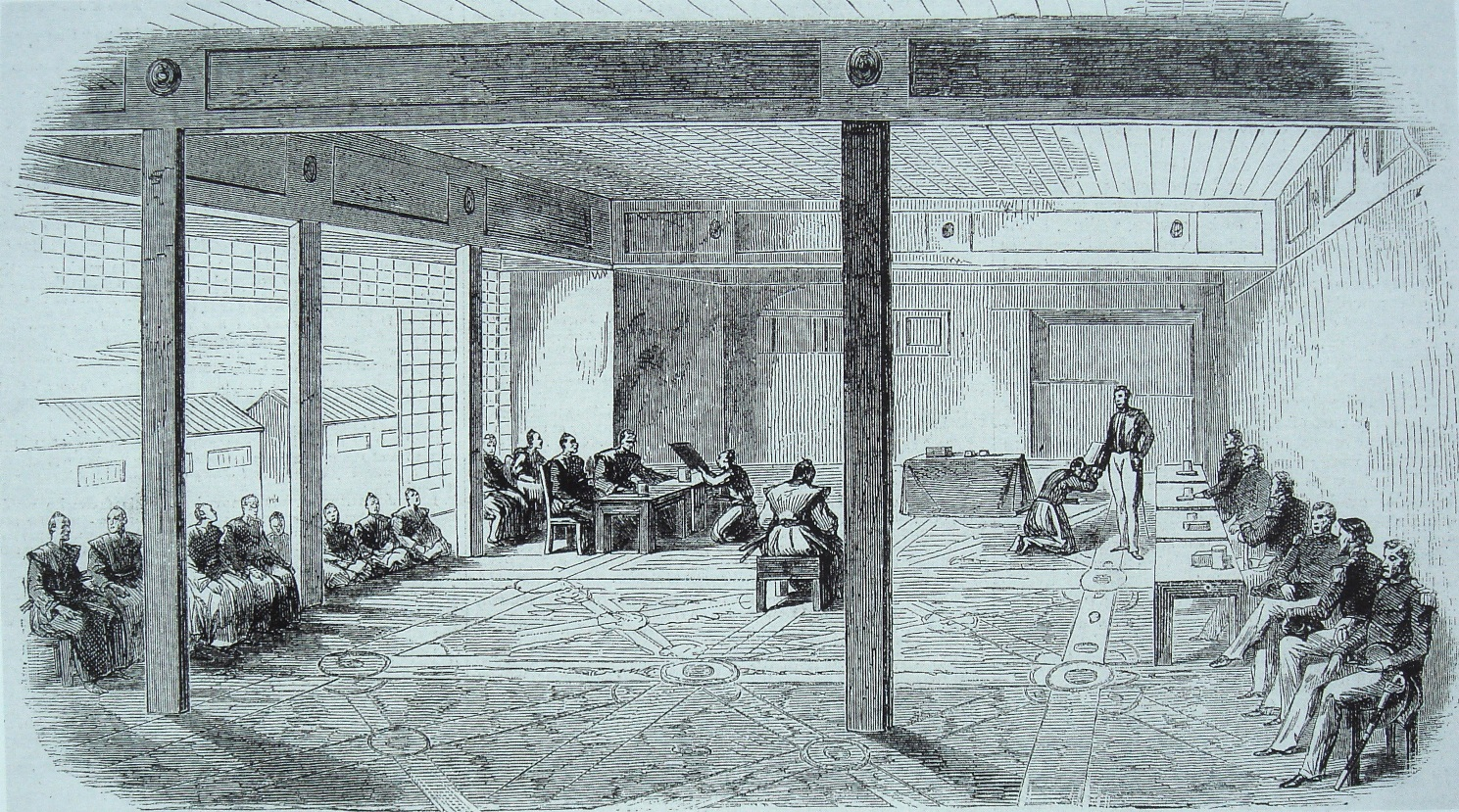
Signature du premier traité franco-japonais en 1858 à Edo.

En japonais, l'expression Français du Japon (在日フランス人, zainichi furansujin) renvoie à l'ensemble des ressortissants de nationalité française en résidence permanente ou temporaire dans le pays. Ce sont aussi des Français qui reviennent au Japon après y avoir grandi, qu'ils soient métissés ou non. Elle désigne également les enfants métissés ayant grandi et continuant de vivre au Japon.
La présence de Français s'est particulièrement intensifiée à partir de 1858, année de la signature du traité d'amitié et de commerce entre la France et le Japon instituant les premières relations diplomatiques. Fin 2011, on en compte près de 10 000, essentiellement à Tokyo ainsi que dans la conurbation des villes de Kyoto, Osaka et Kobe (dite Keihanshin). Parmi les ressortissants de pays européens, ils forment, la communauté la plus nombreuse  après celle du Royaume-Uni.
La plupart résident au Japon de manière temporaire dans le cadre d'un contrat d'expatriation, d'autres sont des chercheurs, artistes ou universitaires. On compte également beaucoup de jeunes venus dans le cadre d'un visa vacances-travail, essentiellement attirés par la sous-culture liée aux mangas et à la j-pop.
Beaucoup des français expatriés dans le cadre d'un contrat d'expatriation habitent dans les arrondissements aisés de Shibuya, de Minato, de Chiyoda et dans divers quartiers aisés de Shinjuku-ku. Il existe des quartiers français vers Iidabashi et Kagurazaka et vers Itabashi autour du lycée français international de Tokyo.

## Personnalités japonaises d'ascendance française
- Masayoshi Kabe : guitariste
- Michel Miyazawa : joueur de football
- Marc Panther : rappeur
- Erika Sawajiri : actrice et musicienne
- Christel Takigawa : présentatrice